# Штучна клітина
Штучна або синтетична клітина — спроектована частка, що імітує одну або декілька функцій біологічної клітини. Це поняття не має наводити на думку про специфічні фізичні властивості, а скоріше на ідею, що деякі структури та функції біологічної клітини можуть бути відтворені або доповнені штучними компонентами. Зазвичай, штучні клітини — це біологічні чи полімерні мембрани які оточують біологічно активні матеріали. Штучними клітинами можна вважати наночастинки, ліпосоми, полімеросоми, мікрокапсули і деякі інші частинки. Мікрокапсуляція дозволяє метаболізму в межах мембрани обмінювати малі молекули і запобігти проходженню через неї великих компонентів.
Головні переваги інкапсуляції включають посилену мімікрію до тіла, підвищену розчинність вантажу і зменшення імунної відповіді. Штучні клітини особливо ефективні в клінічному застосуванні при гемоперфузії.
У синтетичній біології «жива» штучна клітина визначається, як повністю синтетична клітина, що утворює енергію, підтримує іонний градієнт, містить макромолекули, що містять спадкову інформацію, і має здатність мутувати. Така клітина ще не була технічно виконана, але були створені варіації штучних клітин в яких повністю синтетичний геном ввели в клітину хазяїна, позбавлену генетичного матеріалу. Щоправда вони не повністю штучні тому що цитоплазматичні компоненти, а також мембрана отримана з клітин хазяїна, спроектовані клітини під контролем синтетичного геному і мають змогу самовідтворюватися.

## Історія
Перші штучні клітини були створені Томасом Чангом в Університеті Макгілла в 1960 році. Ці клітини містили ультратонку мембрану з нейлону, коллодіуму та зшитих білків чиї властивості напівпроникності дозволяли дифундувати малих молекул всередину та назовні клітини. Ці клітини були розміром в декілька мікрон і містили ферменти, гемоглобін, магнітні частки, адсорбенти та протеїни.
Пізніше штучні клітини почали робити розміром від декількох нанометрів до 100 мікрометрів це дало змогу переносити мікроорганізми, вакцини, вектори, препарати, гормони та пептиди. Перше клінічне застосування штучних клітин було в гемоперфузії, капсула з активованого вугілля.